# Иларий (Гаврилец)
Епископ Иларий (в миру Юрий Михайлович Гаврилец, укр. Юрій Михайлович Гаврилець; род. 3 апреля 1988, село Копыновцы, Мукачевский район, Закарпатская область) — епископ Украинской православной церкви, епископ Свалявский, викарий Мукачевской епархии.

## Биография
Родился 3 апреля 1988 года в селе Копыновцы Мукачевского района Закарпатской области Украинской ССР в семье рабочих. В 2005 году окончил обучение в общеобразовательной школе соседнего села Бобовище.
3 июля 2005 года принят послушником в Покровский мужской монастырь села Ракошино Мукачевского района Закарпатской области.
5 апреля 2006 года наместником обители архимандритом Митрофаном (Шимоном) был пострижен в иночество с наречением имени Иларий в честь мученика Илария. 16 апреля 2006 года епископ Мукачевский Агапитом (Бевциком) был рукоположен в сан иеродиакона, 6 декабря тем же архиереем — в сан иеромонаха. 17 августа 2007 года архимандритом Митрофаном (Шимоном) был пострижен в мантию с сохранением имени Иларий. 6 декабря 2009 года епископом Мукачевским Феодором (Мамасуевым) был возведён в сан игумена.
15 апреля 2013 года был назначен благочинным Покровского мужского монастыря села Ракошино и 25 апреля того же года возведён в сан архимандрита.
19 июня 2014 года решением Священного синода УПЦ был назначен наместником Красногорского мужского монастыря в честь Всех святых в селе Лавки Мукачевского района Закарпатской области.
В 2018 году поступил на заочное отделение Киевской духовной семинарии, по окончании которой в 2022 году поступил в Киевскую духовную академию и на богословский факультет Прешовского университета (Словакия).
9 января 2019 года митрополитом Феодором (Мамасуевым) был удостоен права ношения второго креста с украшениями.
23 ноября 2022 года решением Священного синода УПЦ был избран епископом Свалявским, викарием Мукачевской епархии
26 ноября того же года в Свято-Троицком храме Пантелеимоновского женского монастыря в Феофании наречён во епископа.
13 декабря того же года в храме преподобных Антония и Феодосия Печерских Киево-Печерской лавры хиротонисан во епископа Свалявского, викария Мукачевской епархии. Хиротонию совершили: митрополит Киевский и всея Украины Онуфрий (Березовский), митрополит Вышгородский и Чернобыльский Павел (Лебедь), митрополит Бориспольский и Броварской Антоний (Паканич), митрополит Могилев-Подольский и Шаргородский Агапит (Бевцик), митрополит Мукачевский и Ужгородский Феодор (Мамасуев), архиепископ Барышевский Виктор (Коцаба), архиепископ Бородянский Сильвестр (Стойчев), епископ Згуровский Амвросий (Вайнагий), епископ Ирпенский Лавр (Березовский), епископ Бородянский Марк (Андрюк).